# عايدة الشاعر
عايدة الشاعر (29 أكتوبر 1940 - 7 مارس 2004) هي مغنية مصرية.

## حياته ونشأته
ولدت عايدة الشاعر في قرية محلة دمنة بمدينة المنصورة في 20 أكتوبر 1940، لأسرة محبة للفن والغناء خاصة، خاصة والدتها التي امتازت بجمال صوتها عند تجويدها للقرآن، تعلمت فن الغناء من والدها، الذي كان يتمنى أن يسلك أحد أبناءه طريق الفن، وفي هذه الفترة وجدت تشجيع من شقيقها محمد الذي كان يجيد العزف على العديد من الآلات الموسيقية، وكانت ترافقه وهي صغيرة  للنادي الموسيقي بالمنصورة، وتغني على مسرح النادي أغنيات المطربين المشهورين آنذاك، وكان شقيقها يحضر لها مدرس متخصص ليحفظها الموشحات، وتدربت أيضا على يد الملحن محمود كامل ألتحقت بالمدرسة الأمريكية، ثم أنتقلت إلى المدرسة الفرنسية، تزوجت من الموسيقار والممثل سيد إسماعيل عام 1963 ولها منه ابنة واحدة تدعي راندا.

## مسيرتها
بدأت حياتها مترجمة بالعمل في مجال الترجمة، ثم مدرسّة للغة الفرنسية في أحدى مدارس دكرنس ثم القاهرة، قرارت بعدها الاتجاه للغناء، شاركت في مسابقة للهواة نظمتها الإذاعة المصرية، ونجحت وأعتمدت مغنية في الإذاعة المصرية، ساعدها الموسيقار رياض السنباطي وقدم لها العديد من الأغاني الرومانسية، منها بحبك واسهر فيك لوحديه، وذلك قبل أن تبدأ مرحلة الأغنية الشعبية، لحن لها كبار الموسيقين رياض السنباطي ,عبدالعظيم محمد، سيد إسماعيل، جمال سلامة، وحلمي بكر.
قدمت من ألحان رياض السنباطي الأغنية الرومانسية بحب أسهر أفكر فيك كلمات الشاعر عبد الوهاب محمد، ثم غنت له فيما  بعد دويتو قالوا حديث حبنا كلمات صالح جودت، مع المطرب عبد اللطيف التلباني.

### الانضمام لفرقة رضا
فى أحد الأيام حدث خلاف بين عايدة وزوجها، وتدخل الموسيقار علي إسماعيل صديق الزوج وزميله في معهد الموسيقى المسرحية والعربية، للصلح بينهما، وعلم أن زوجها يريدها أن تكف عن الغناء، وتجلس في البيت، لتراعي إبنتها راندا، لكن أقنعه كحل وسط بأن يتركها تغني، وطلب منه أن تنضم لفرقة رضا للفنون الشعبية لكي تشبع هوايتها للغناء، وفى نفس الوقت تكون بعيده عن الأضواء والشهرة التي يمكن أن تفسد حياتهما، ولم غير القدر كل هذا، في أحد الأيام تطلب أحد الراقصات الشعبية الذي تقدمه الفرقة، فكتب حسين السيد أغنية بعنوان كايدة العزال أنا من يومي، أيوه آه، فحققت الأغنية نجاحا كاسحا، وكان الجمهور يخرج من الصالة بعد مشاهدته لفرقة رضا وهو يغني أيوه آه، وبدأت الأغنية تنتشر في الشارع المصري، وبدأ اسم عايدة يتردد بقوة، وبدأت برامج الإذاعة التي تهتم بطلبات المستمعين إذاعة الأغنية، فلفتت نجاحها انتباه صناع السينما، فاستخدمت في فيلم رجل وإمرأة عام 1971، ولم يقتصر نجاحها على السينمائيين فقط.

### الغناء الخليجي
تعتبر عايدة من أوائل الذين قدموا الأغنية الخليجية، عندما غنت الأغنية الخليجية، منها ثلاث أغنيات الأولى يامعوض من صبر، من ألحان سيد إسماعيل، والتى قدمتها في بداية السبعينات لتكون بذلك من أوائل المطربين الذين غنوا الأغنية الخليجية، تلتها بأغنيتي من الكويت الأول طيرنى ياشوق كلمات خالد جاسرالعياف، الحان أحمد عبد الكريم، الثانية لبسه الفستان الأبيض ألحان ليلي عبد العزيز.

## أعمالها

### أغانيها
قدمت خلال مسيرتها ما يقارب خمسمائة أغنية من أشهرها كايدة العُزال أنا من يومي، والطشت قالي، وفالح يا وله، وعقبال عندكم يا حبايب، والطرح يا بنات والسكر النبات، وقمر 14.

### أفلام
- شاركت في فيلمين هما ثرثرة فوق النيل عام 1971 من قصة نجيب محفوظ
- شاركت أيضا في فيلم أمراة ورجل عام 1972.

## جوائز ومشاركات دولية
شاركت المطربة في مسابقة الأغنية الخفيفة التى أقيمت في اليابان، واستطاعت الفوز بالمركز الثاني في المسابقة، وحصلت المكسيك على المركز الأول، وغنت يومها لحن للموسيقار والموزع أندريا رايدر بعنوان أرق من النسيم كلمات نبيل الفكهاني.

## وفاتها
أصيبت بأزمة قلبية حادة نقلت على أثرها للمستشفى الإ انها فارقت الحياة بعد ساعات قليلة في 7 مارس عام 2004 عن عمر ناهز ال 62 عاما بعد مسيرة فنية حافلة بأروع الأغاني الشعبية المبهجة.